# San Justo Desvern
San Justo Desvern (oficialmente en catalán: Sant Just Desvern pronunciado [ˈsaɲ ˈʒust dəzˈβɛrn]) es una localidad y municipio español de la comarca del Bajo Llobregat, en la provincia de Barcelona, comunidad autónoma de Cataluña. Forma parte del área metropolitana de Barcelona. 
San Justo Desvern, por su proximidad a Barcelona, sus poco más de 20 000 habitantes y la tranquilidad en la que se encuentra, está entre los diez municipios de renta per cápita más elevados según el barómetro del IDESCAT (Instituto de Estadística de Cataluña) y se debe a que diversos famosos, políticos, cónsules y empresarios viven en él, como el expresidente de la Generalidad de Cataluña José Montilla, el presidente de Repsol YPF S.A Antoni Brufau o los jugadores del F.C. Barcelona José Manuel Pinto, Ronald Koeman, entre otros.
San Justo Desvern está hermanado con los municipios de Camoapa (Nicaragua) y Horb am Neckar (Alemania).

## Geografía
Integrado en la comarca de Bajo Llobregat, se sitúa a 10 kilómetros del centro de Barcelona. El término municipal está atravesado por la carretera nacional N-340, que permite la comunicación con Sant Feliu de Llobregat y Esplugas de Llobregat, por la autovía B-23, y por la carretera local que desde Sarriá llega a Molins de Rey. 
| Noroeste: Barcelona            | Norte: Barcelona     | Nordeste: Barcelona                     |
| Oeste: Sant Feliu de Llobregat |                      | Este: Barcelona y Esplugas de Llobregat |
| Suroeste: Sant Joan Despí      | Sur: Sant Joan Despí | Sureste: Esplugas de Llobregat          |

Una parte del municipio se encuentra dentro del territorio de la sierra de Collserola y plenamente integrado en ella. La tipología urbana y arquitectónica conserva masías y edificios modernistas emblemáticos como el edificio Walden construido por el famoso arquitecto Ricardo Bofill Leví. La altitud oscila entre los 417 metros (Turó de Merlés) en la sierra de Collserola y los 70 metros al sur. El casco urbano se alza a 125 metros sobre el nivel del mar. 

## Símbolos
El escudo de San Justo Desvern se define por el siguiente blasón:
«Escudo embaldosado: de oro, una campana de azur, batallada de argén. Por timbre una corona mural de pueblo.»
Fue aprobado el 21 de julio de 1984. La campana es el señal tradicional del escudo del pueblo, aunque no esté ligado con ningún acontecimiento histórico particular; se dice que podría simbolizar la campana que llamaba a los vecinos a juntarse en la plaza. San Baudilio de Llobregat, un municipio cercano, también tiene una campana en su escudo.

## Demografía
San Justo Desvern cuenta con una población de 20 881 habitantes (INE 2024).
| Gráfica de evolución demográfica de San Justo Desvern entre 1842 y 2021 |
| |
| Población de derecho según los censos de población del INE. Población de hecho según los censos de población del INE.En estos censos se denominaba San Justo Desvern: 1842, 1857, 1860, 1877, 1887, 1897, 1900, 1910, 1920, 1930, 1940, 1950, 1960, 1970 y 1981. |

## Administración y política
| Partido político                           | 2023  | 2023       | 2023 |
| Partido político                           | %     | Concejales |      |
| ------------------------------------------ | ----- | ---------- | ---- |
| Partit dels Socialistes de Catalunya (PSC) | 39,45 | 8          |      |
| ESJD - ARA PL                              | 9,95  | 2          |      |
| CM                                         | 9,93  | 2          |      |
| Esquerra Republicana de Catalunya (ERC)    | 8,68  | 1          |      |
| SJECP - C                                  | 8,43  | 1          |      |
| PP                                         | 7,27  | 1          |      |
| Candidatura d'Unitat Popular (CUP)         | 7,16  | 1          |      |
| VOX                                        | 5,4   | 1          |      |

| Mandato   | Nombre del alcalde                                    | Partido político |
| --------- | ----------------------------------------------------- | ---------------- |
| 1979-1983 | Antoni Malaret (1979-1982) Robert Ramírez (1982-1983) | ERC CiU          |
| 1983-1987 | Lluís Segura                                          | PSC              |
| 1987-1991 | Lluís Segura                                          | PSC              |
| 1991-1995 | Ramón López                                           | PSC              |
| 1995-1999 | Ramón López                                           | PSC              |
| 1999-2003 | Ramón López                                           | PSC              |
| 2003-2007 | Ramón López (2003-2004) Josep Perpinyà (2004-2007)    | PSC              |
| 2007-2011 | Josep Perpinyà                                        | PSC              |
| 2011-2015 | Josep Perpinyà                                        | PSC              |
| 2015-2019 | Josep Perpinyà                                        | PSC              |
| 2019-2023 | Josep Perpinyà (2019-2020) Joan Basagañas (2020-)     | PSC              |
| 2023-     | Joan Basagañas                                        | PSC              |

## Monumentos y lugares de interés
- Parroquia de San Justo y Pastor. Plaza de la iglesia, 4.
- Hogar Nuestra Señora de Lourdes. Pasaje Montseny, 2.

## Personas destacadas
- Alberto Losada, ciclista profesional.
- Daniel Cardona, alcalde de San Justo Desvern entre 1931 y 1936.
- Leonardo Balada, compositor sinfónico, nacido en esta localidad.
- Ricardo Bofill, arquitecto mundialmente conocido.
- Clara Segura, actriz.